# Máximo Couto
Máximo José Orvalho Simões de Couto (Golegã, 14 settembre 1923 – ...) è stato un pallanuotista, cestista e allenatore di pallacanestro portoghese, che ha partecipato alle Olimpiadi estive di Helsinki 1952.

## Carriera

### Pallacanestro
Con il Portogallo disputò i Campionati europei del 1951.